# Evenimentul zilei
Evenimentul zilei (L'avvenimento del giorno) è un quotidiano romeno.
Fu fondato il 22 giugno 1992 da Mihai Cârciog, Cornel Nistorescu e Ion Cristoiu, conoscendo il suo periodo di maggiore diffusione sotto la guida di Ion Cristoiu. L'edizione online del giornale ha conosciuto un grande sviluppo negli ultimi anni, arrivando ad essere oggi una dei siti con più accessi tra i mass-media romeni. L'11 ottobre 2010, Evenimentul zilei ha raggiunto i 6.000 numeri.